# Hydrillodes aviculalis
Hydrillodes aviculalis là một loài bướm đêm trong họ Noctuidae.